# Microgale jobihely
Microgale jobihely é uma espécie de mamífero da família Tenrecidae, endêmica de Madagascar. Conhecido apenas de dois lugares no sudoeste do Maciço de Tsaratanana em elevações de 1 420 a 1 680 metros.